# Musée des antiquités ukrainiennes Vassily-Tarnovsky
Le musée des antiquités ukrainiennes Vassily-Tarnovsky (en ukrainien : Будинок В. В. Тарновського) de Tchernihiv se situe au 6 rue Chevchenko en Ukraine.

## Historique
Le bâtiment abritait, au XIXe siècle un orphelinat et une école, en 1897, selon la volonté de Vassily Tarnovsky sa collection entrait en ce bâtiment. Mais le musée n'ouvrait qu'en 1902.
La bibliothèque pour la jeunesse se trouve en ce bâtiment depuis 1978. Il gère le Domaine Lyzohoub de Sedniv.

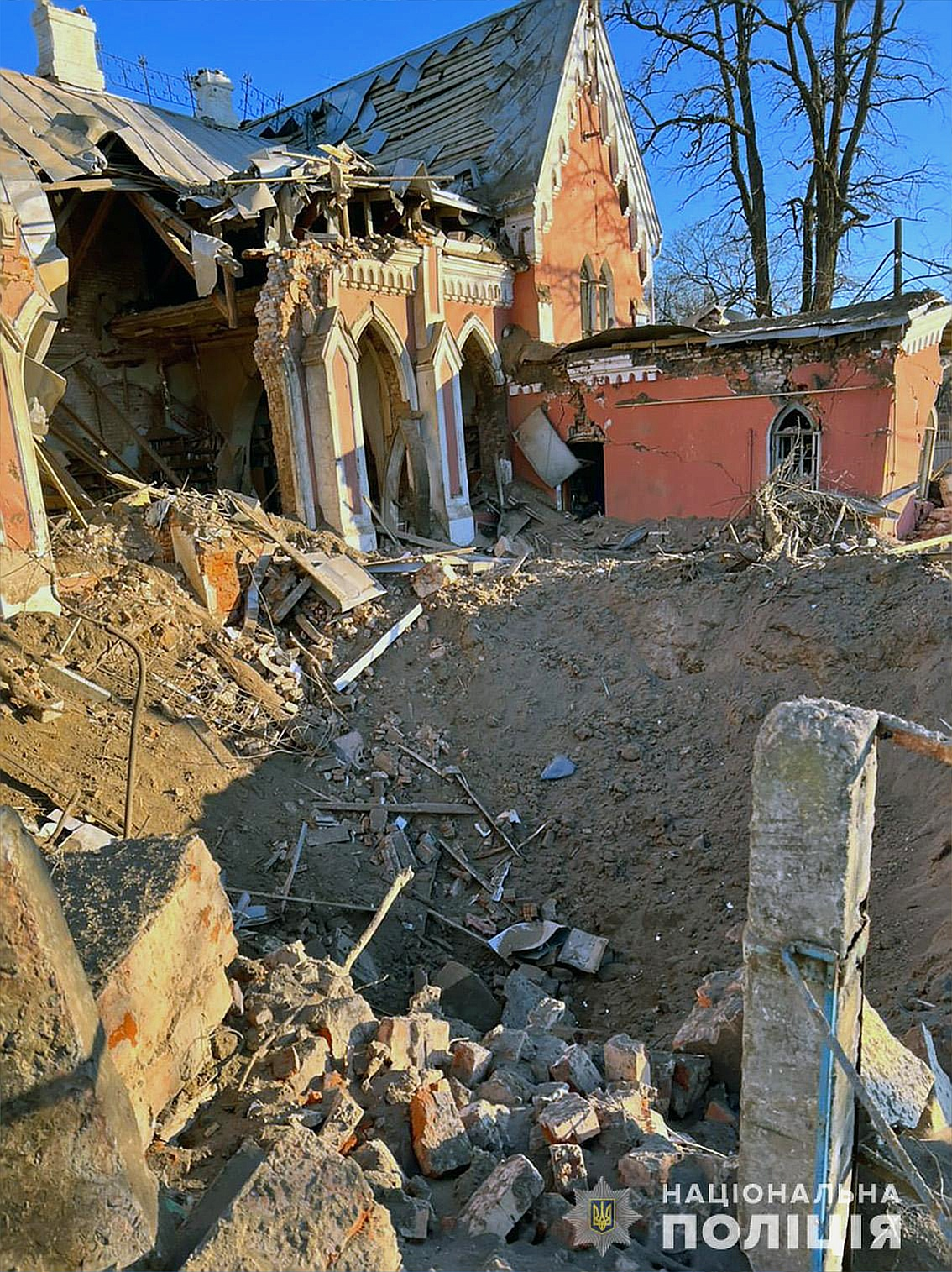
La bibliothèque frappée par une attaque russe.

Lors de la bataille de Tchernihiv en 2022 le musée est bombardé.